# Ruisseau du Perche
Le ruisseau du Perche est une rivière du sud de la France un affluent du Bernazobre sous-affluent du Sor de l'Agout du Tarn et de la Garonne.

## Géographie
De 10,5 km de longueur, le ruisseau du Perche prend sa source dans la Montagne noire sur la commune des Verdalle. Il se jeter dans le Bernazobre, sur la commune de Viviers-lès-Montagnes.

## Départements et communes traversées
- Tarn : Verdalle, Viviers-lès-Montagnes, Massaguel.

## Principaux affluents
- Ruisseau de Pissevaque, 4,9 km